# Geometry

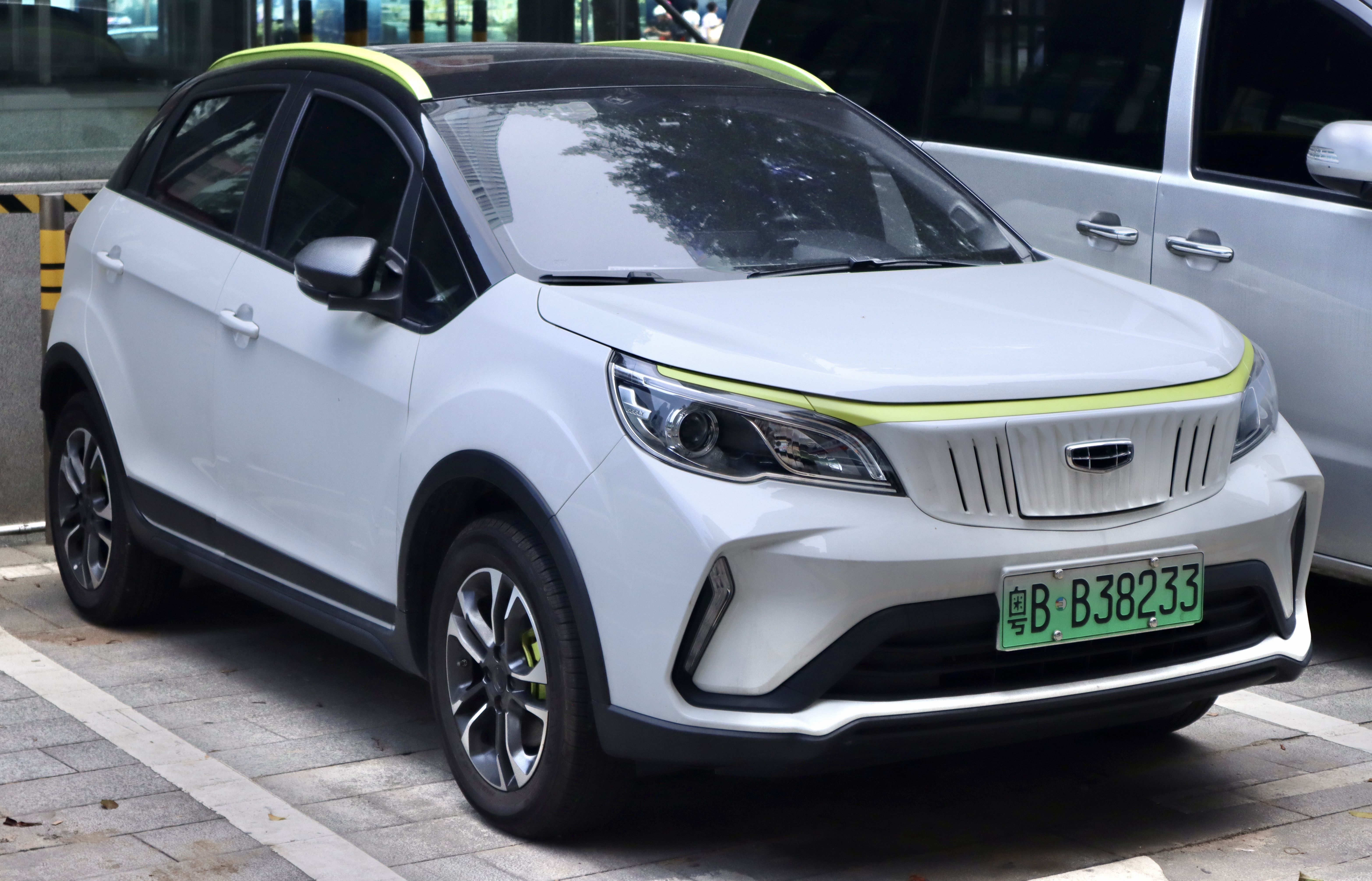
Geometry EX3

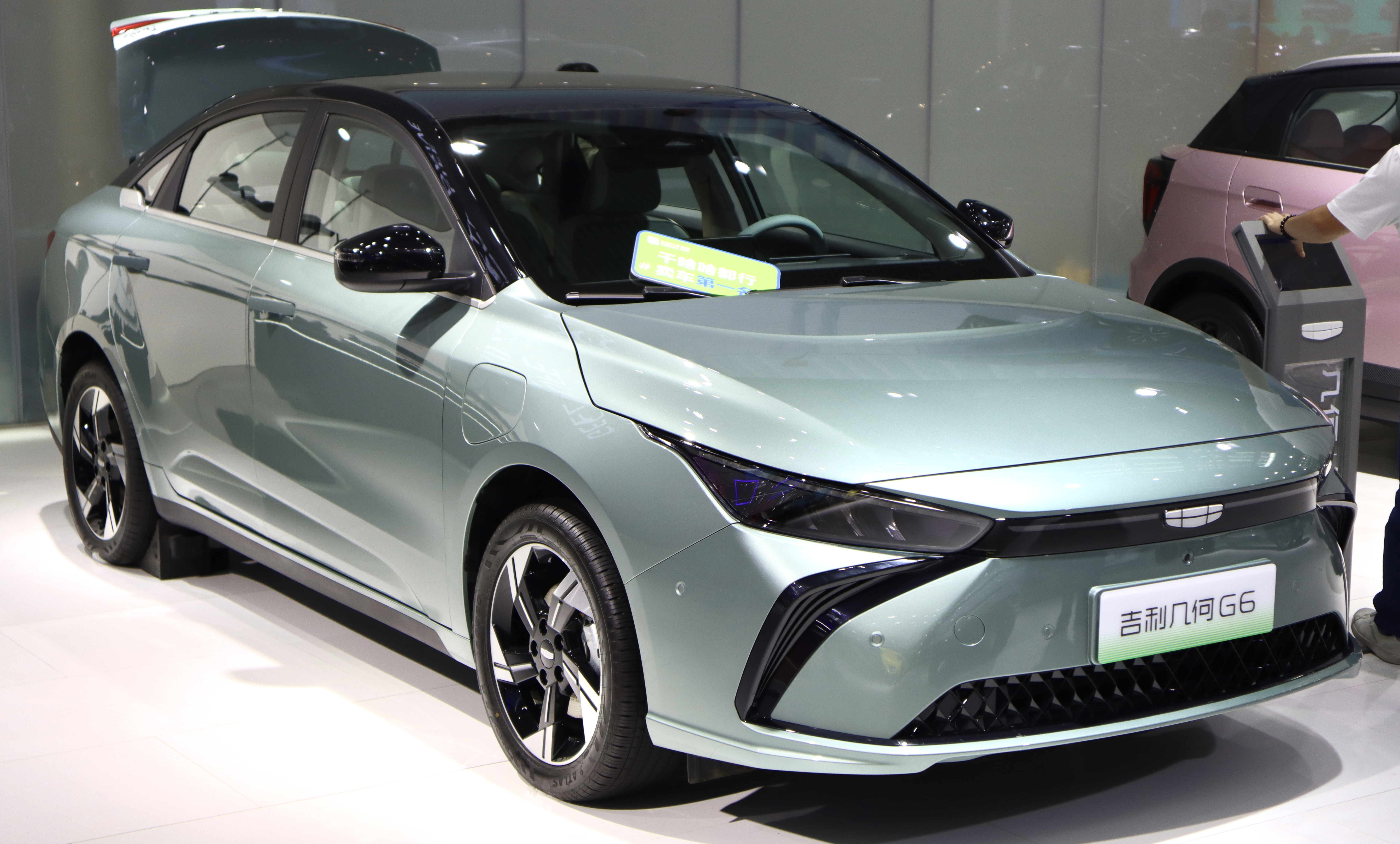
Geometry G6

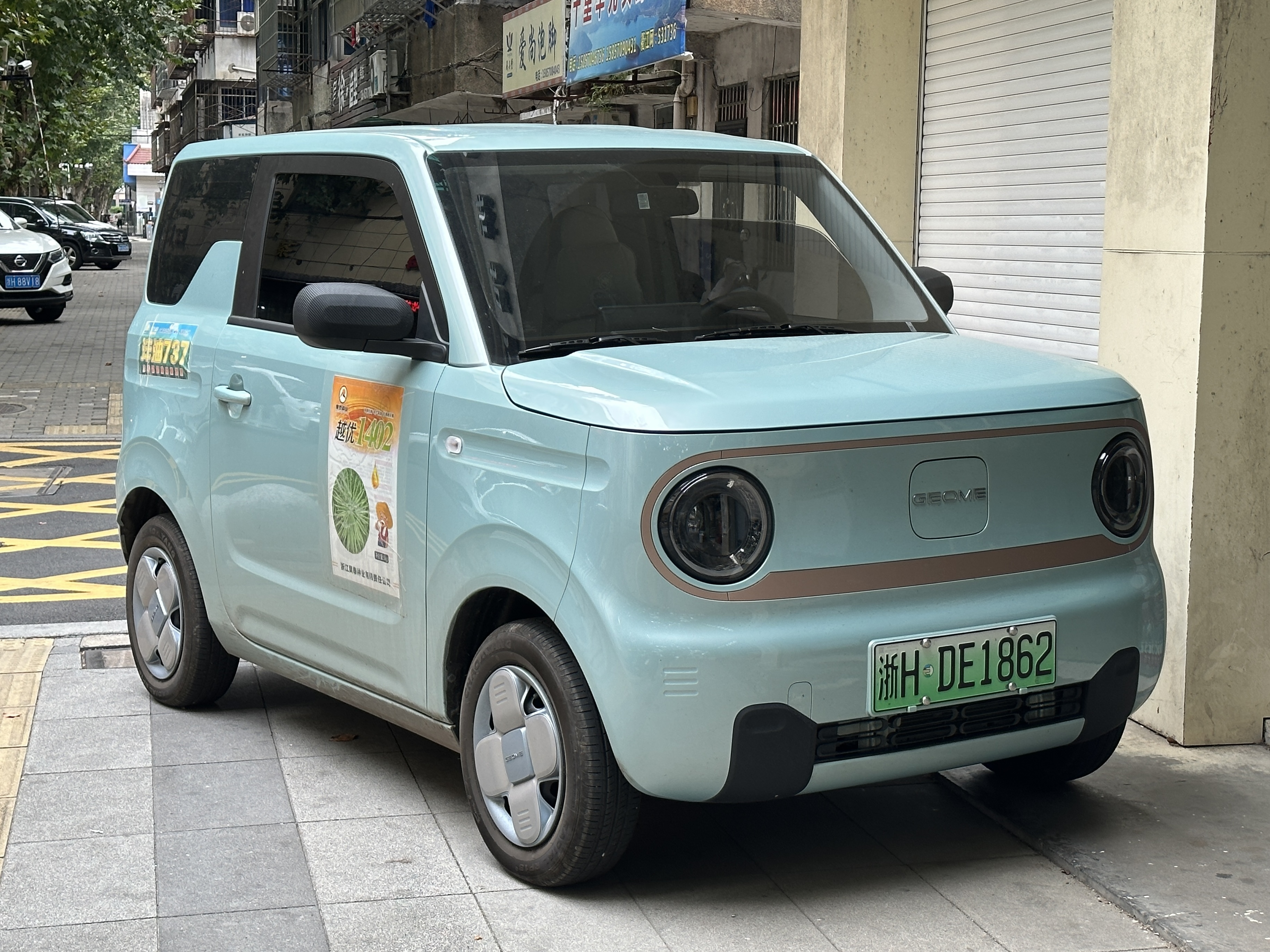
Geometry Panda Mini EV

Geometry – chiński producent elektrycznych samochodów osobowych z siedzibą w Hangzhou działający od 2019 roku. Marka należy do chińskiego koncernu Geely.

## Historia
Na początku 2019 roku chiński koncern Geely zdecydował się utworzyć nową filię Geometry przeznaczoną do oferowania wyłącznie relatywnie przystępnych cenowo samochodów elektrycznych z myślą o konkurowaniu z zagranicznymi konstrukcjami oferowanymi lokalnie w Chinach.
W ten sposób, na Beijing Auto Show w kwietniu 2019 roku przedstawiony został pierwszy pojazd marki - średniej wielkości sedan Geometry A będący odpowiedzią na Teslę Model 3, plasując się w portfolio koncernu Geely poniżej droższego, podobnej wielkości modelu Polestar 2.
W czerwcu 2020 roku Geometry przedstawiło swój drugi pojazd o nazwie Geometry C, tym razem będący kompaktowym hatchbackiem będącym odpowiedzią na takie modele, jak Nissan Leaf czy Volkswagen ID.3. Geometry C, podobnie jak większe A, jest modelem oferowanym tylko w Chinach.
W lutym 2021 roku Geometry przedstawiło zmodernizowany model A Pro wyposażony w napęd elektryczny nowej generacji. Przy ponad 203 KM mocy, według danych producenta samochód umożliwia przejechanie maksymalnie 600 kilometrów na jednym ładowaniu według cyklu pomiarowego NEDC.
W marcu 2023 r. marka Geometry została ponownie skonsolidowana w Geely Auto jako podstawową serię produktów elektrycznych.

## Modele samochodów

### Obecnie produkowane
- C
- A Pro

### Historyczne
- A (2019–2021)